# Wedergeboorte (christendom)
De wedergeboorte en "wedergeboren" is een theologische doctrine in het christendom, gebaseerd op een aantal verzen in de Bijbel. De interpretatie verschilt tussen de verschillende christelijke stromingen. Soms wordt het geïnterpreteerd als het weer tot leven wekken van de menselijke geest, die "dood was door overtredingen en zonden" en dus van God gescheiden was. Anderen geloven dat de wedergeboorte het moment is waarop de gelovige wordt aangenomen als zoon van God. De wedergeboorte wordt over het algemeen gezien als een eenmalige gebeurtenis.
De doop door onderdompeling is een beeld van de wedergeboorte. Je sterft met Christus aan het kruis (onderdompeling) en je staat terug op met Christus (komt uit het water). De oude mens met zijn zondige natuur wordt afgelegd en de nieuwe mens staat op.

## Oorsprong
De wedergeboorte wordt op een aantal plaatsen genoemd in het Nieuwe Testament:
- Matteüs 19:28: 'Jezus zei hun: "Ik verzeker jullie, bij de wedergeboorte, wanneer de Mensenzoon op de troon van zijn heerlijkheid zetelt, zullen ook jullie die Mij gevolgd zijn op twaalf tronen zetelen, om te oordelen over de twaalf stammen van Israël."' (WV 1995)
- Titus 3:4-5: 'Maar toen de goedheid en mensenliefde van God onze redder is verschenen, heeft Hij ons gered, niet omdat wij iets gedaan zouden hebben dat ons kan rechtvaardigen maar alleen omdat Hij barmhartig is. Gered heeft Hij ons door het bad van wedergeboorte en vernieuwing door de heilige Geest.' (WV 1995)
- Johannes 3:3-5: 'Jezus antwoordde en zeide tot hem: Voorwaar, voorwaar, Ik zeg u, tenzij iemand wederom geboren wordt, kan hij het Koninkrijk Gods niet zien. Nikodemus zeide tot Hem: Hoe kan een mens geboren worden, als hij oud is? Kan hij dan voor de tweede maal in de moederschoot ingaan en geboren worden? Jezus antwoordde: Voorwaar, voorwaar, Ik zeg u, tenzij iemand geboren wordt uit water en Geest, kan hij het Koninkrijk Gods niet binnengaan.' (NBG-1951)
- 1 Petrus 1:3: 'Geloofd zij de God en Vader van onze Here Jezus Christus, die ons naar zijn grote barmhartigheid door de opstanding van Jezus Christus uit de doden heeft doen wedergeboren worden tot een levende hoop.' (NBG-1951)

Soms wordt deze passage in het Oude Testament gezien als een toespeling op de wedergeboorte:
- Ezechiël 36:26-27: 'Een nieuw hart zal Ik u geven en een nieuwe geest in uw binnenste; het hart van steen zal Ik uit uw lichaam verwijderen en Ik zal u een hart van vlees geven. Mijn Geest zal Ik in uw binnenste geven en maken, dat gij naar mijn inzettingen wandelt en naarstig mijn verordeningen onderhoudt.' (NBG-1951)

## De betekenis van de wedergeboorte
De wedergeboorte betekent binnen het christendom een totale toewijding van de mens aan God door Diens genade. Met de wedergeboorte wordt aangegeven dat geloven zich niet beperkt tot het aanvaarden van het geloof als een verzameling leerstellingen, maar begint met een bewust evangelische levenswijze. Christenen geloven dat hiermee zowel in het innerlijke leven (denken, ervaren, gevoelen) als in het uiterlijke, zichtbare leven grote veranderingen optreden. De levenskeuzen van deze christenen worden vanaf de wedergeboorte geheel bepaald door de boodschap van het geloof. Voorbeelden van een radicale omkeer zijn Paulus en Augustinus. Paulus werd van vervolger een prediker van het christelijke geloof. Augustinus werd van een heidens rethor een belangrijk dienaar van de Kerk.
Wedergeboorte is volgens het christendom een opnieuw geboren worden in een ander mensengeslacht, dat van Jezus, die 'de tweede mens' wordt genoemd (1 Korintiërs 15:45-47). Jezus is als Christus het hoofd van een nieuw of ander mensengeslacht in tegenstelling tot Adam, de eerste mens en hoofd van het eerste mensengeslacht. Wedergeboorte in het geslacht van deze Jezus Christus betekent afgesneden worden uit het eerste geslacht van Adam om vervolgens overgezet te worden in het geslacht van Jezus Christus. Jezus zou door zijn christus-zijn de gehele mensheid met zich mee in de dood nemen. Wie daarin gelooft en deze verzoening aanneemt, krijgt als verzegeling van dat geloof van de opgestane Jezus de Heilige Geest in het hart (de geest). Volgens de christelijke uitleg van de Bijbel nam Jezus de mens niet alleen mee in de dood, maar ook in de opstanding, en de mens wordt door geloof in zijn volbrachte werk in de geest met die opgestane Christus verenigd. Christenen geloven dat door de Heilige Geest de geest weer levend gemaakt wordt en men zo het "leven van Christus" ontvangt dat door de dood is heengegaan. De wedergeborene zou zo overgezet zijn vanuit de ene mens, Adam, in de andere, Christus.

## Kerken over wedergeboorte
Binnen verreweg de meeste christelijke kerken is men van mening dat de wedergeboorte voltrokken wordt door de Heilige Geest vanuit het sacramentele doopsel. Deze opvatting wordt aangehangen binnen de oosters-orthodoxe kerken, de Rooms-Katholieke Kerk, de Anglicaanse Kerk en de Lutherse Kerk.
In de Rooms-Katholieke Kerk wordt de wedergeboorte in navolging van m.n. Augustinus (in zijn De nuptiis et concupiscentiis) beschouwd als een uitdrukkelijke werking van het doopsel en toegeschreven aan de Heilige Geest: "Dit sacrament wordt ook "het bad van wedergeboorte en vernieuwing door de heilige Geest" (Tit. 3,5) genoemd, omdat het de geboorte uit water en geest aanduidt en verwezenlijkt, zonder welke "niemand het rijk Gods kan binnengaan" (Joh. 3,5)." (KKK1215). "Het doopsel schenkt ons de genade van de 'wedergeboorte' in God de Vader door zijn Zoon in de heilige Geest" (KKK683). "De twee voornaamste vruchten [van de doop] zijn dus de zuivering van de zonden en de 'nieuwe geboorte' in de Heilige Geest" (KKK1262). Wedergeboorte is het geschenk van een nieuw bestaan in Jezus als Christus: "Het is nodig dat zij die het doopsel ontvangen hebben en door de kracht van dit sacrament zijn ingelijfd in het mystieke lichaam van Christus, de Kerk, aan deze gebeurtenis opnieuw het grootste belang hechten. In het bijzonder moeten zij de waarde erkennen van hun verheffing en meer nog van hun 'wedergeboorte', waardoor zij het geluk ontvangen hebben van het kindschap Gods, de waardigheid van Christus' broeders en het voorrecht van de genade en de vreugde die voortkomen uit de inwoning van de Heilige Geest. (encycliek Ecclesiam Suam, nr. 39). Binnen de katholieke Kerk is er met name binnen de charismatische beweging bijzondere aandacht voor de wedergeboorte.
In andere christelijke kringen, zoals het piëtisme, de bevindelijk gereformeerden, de hervormden binnen de Protestantse Kerk, de evangelischen, de pinkstergemeenten, de baptisten en de vergadering van gelovigen, wordt de wedergeboorte niet vereenzelvigd met het sacrament van de doop; voor hen gaat het om een "concrete persoonlijke rechtstreekse ingreep van God" door de Heilige Geest. Voor sommigen is wedergeboorte een bewuste bekeringservaring die leidt tot een radicale omkeer in het leven. Volgens anderen is het niet te ervaren, maar zijn wel de gevolgen van de wedergeboorte te ervaren, namelijk geloof en bekering.
Een visie op de wedergeboorte die tussen beide genoemde uitersten het midden houdt (de zogenoemde veronderstelde wedergeboorte) werd lange tijd geleerd in de Gereformeerde Kerken in Nederland.
In behoudende en orthodox-christelijke kringen wordt aan de wedergeboorte veel aandacht geschonken. Bij de bevindelijk gereformeerden is de wedergeboorte een heel belangrijk thema in de prediking (zie ook Nadere Reformatie).
De predikant Bernardus Smytegelt stelt dat er wat betreft de wedergeboorte drie soorten mensen zijn:
1. Zij die heel jong veranderd zijn, voor hen is het onmogelijk om over de wedergeboorte te kunnen spreken.
2. Zij die voor de wedergeboorte een christelijke leefstijl hadden en daardoor na de wedergeboorte niet heel plotseling anders begonnen te leven. Zij zijn wel veranderd, maar kunnen tijd en plaats niet noemen.
3. Zij die op latere leeftijd wedergeboren werden. Zij kunnen de wedergeboorte wel duiden.

### Wedergeboorte volgens de Dordtse Leerregels
In de Dordtse Leerregels, een belijdenisgeschrift uit de 17e eeuw dat een belangrijke plaats inneemt binnen de traditie van het protestantisme in Nederland, wordt de wedergeboorte als volgt omschreven:
Wanneer God Zijn welbehagen in de uitverkorenen uitvoert en de ware bekering in hen werkt, zo is het dat Hij niet alleen het Evangelie hun uiterlijk doet prediken, en hun verstand krachtig door de Heilige Geest verlicht, opdat zij recht zouden verstaan en onderscheiden die dingen, die van Gods Geest zijn; maar Hij dringt ook in tot de binnenste delen van de mens met de krachtige werking van dezelfde wederbarende Geest; Hij opent het hart, dat gesloten is; Hij vermurwt dat hard is; Hij besnijdt dat onbesneden is. In de wil stort Hij nieuwe hoedanigheden en maakt dat die wil, die dood was, levend wordt; die boos was, goed wordt; die niet wilde, nu metterdaad wil; die ongehoorzaam was, gehoorzaam wordt; Hij beweegt en sterkt die wil zó, dat hij als een goede boom vruchten van goede werken kan voortbrengen

En dit is die wedergeboorte, die vernieuwing, nieuwe schepping, opwekking van de doden en levendmaking, waarvan zo heerlijk in de Schrift gesproken wordt, die God zonder ons in ons werkt. En deze wordt in ons niet teweeggebracht door middel van de uiterlijke prediking alleen, noch door aanrading, of zulke manier van werking, dat, wanneer nu God Zijn werk volbracht heeft, het alsdan nog in de macht van de mens zou staan wedergeboren te worden of niet wedergeboren te worden, bekeerd te worden of niet bekeerd te worden. Maar het is een geheel bovennatuurlijke, een zeer krachtige, en tegelijk zeer zoete, wonderlijke, verborgen, en onuitsprekelijke werking, die, naar het getuigenis der Schrift (die van den Auteur van deze werking is ingegeven), in haar kracht niet minder noch geringer is dan de schepping of de opwekking der doden; alzo dat al diegenen, in wier harten God op deze wonderbaarlijke wijze werkt, zeker, onfeilbaar en krachtig wedergeboren worden en daadwerkelijk geloven. En alsdan wordt de wil, zijnde nu vernieuwd, niet alleen van God gedreven en bewogen, maar, van God bewogen zijnde, werkt hij ook zelf. Waarom ook terecht gezegd wordt dat de mens, door de genade die hij ontvangen heeft, gelooft en zich bekeert.

De wijze van deze werking kunnen de gelovigen in dit leven niet volkomen begrijpen; ondertussen stellen zij zich daarin gerust, dat zij weten en gevoelen, dat zij door deze genade Gods met het hart geloven, en hun Zaligmaker liefhebben.— Artikel 10, 11 en 12 uit hoofdstuk 3&4 van de Dordtse Leerregels.
Bovenstaande passages interpreteren enerzijds een deel van het Bijbelse gedachtegoed over wedergeboorte en bekering, en zijn anderzijds gericht tegen stromingen zoals het Remonstrantisme en het Pelagianisme. Deze stromingen leerden dat de wedergeboorte in meerdere of mindere mate afhangt van de vrije wil of een keus van de mens. De Dordtse Leerregels stellen dat de wedergeboorte uitsluitend door God bewerkt wordt en dat in de wedergeboorte de wil van de mens veranderd wordt.

## 'Born again' in de Amerikaanse samenleving en politiek
In de Verenigde Staten heeft vooral de evangelist Billy Graham de wedergeboorte benadrukt. Voor het christelijke deel van de bevolking is het in de Verenigde Staten van Amerika in het maatschappelijke en politieke leven belangrijk dat men een wedergeboren christen (born again christian) is. Mensen als Al Gore, Bill Clinton en George Bush zeggen dat zij wedergeboren christenen zijn. John Kerry heeft op dit punt geaarzeld. Mede daarom heeft hij het in 2004 van George Bush, blijkens onderzoek, verloren. De meerderheid van het Amerikaanse electoraat vindt de religieuze overtuiging van de president belangrijk. In de Verenigde Staten hebben verschillende mensen in de wereld van de politiek, media, cultuur en sport zich born again verklaard. Allerlei politici, zowel uit Democratische als uit Republikeinse kringen, presenteren zich in Amerika ook nadrukkelijk als born again. Bij de oprechtheid van sommige van deze 'publieke wedergeborenen' worden weleens vraagtekens gezet door critici, vooral als blijkt dat sommige van deze 'wedergeborenen' zich in hun privéleven bezighouden met zelfverrijking, oplichting en buitenechtelijke relaties.